# Messerschmitt Me 264
Messerschmitt Me 264 Amerika là một loại máy bay trinh sát biển tầm xa được phát triển trong Chiến tranh thế giới II, dành cho Luftwaffe.

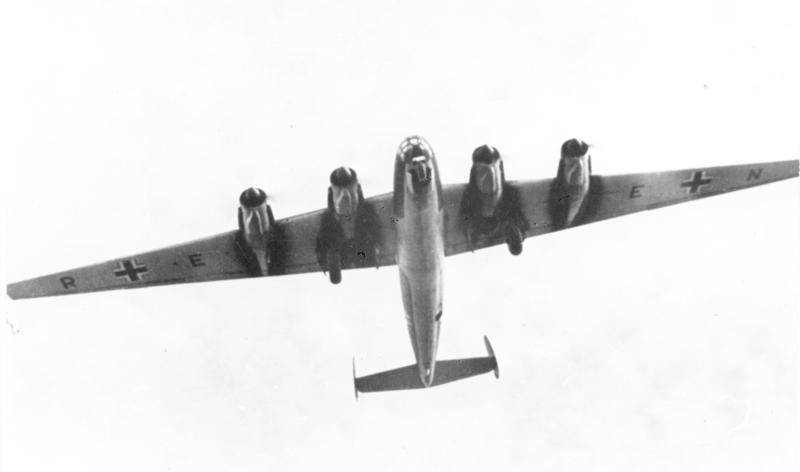
Me 264 V1 trong chuyến bay thử.

## Tính năng kỹ chiến thuật (với động cơ BMW 801)
Đặc điểm tổng quát
- Kíp lái: 8
- Chiều dài: 21,3 m (69 ft 9 in)
- Sải cánh: 43 m (141 ft)
- Chiều cao: 4,3 m (14 ft)
- Diện tích cánh: 127,8 m² (1.376 ft²)
- Trọng lượng rỗng: 21.150 kg (46.630 lb)
- Trọng lượng có tải: 45.540 kg (100.400 lb)
- Trọng lượng cất cánh tối đa: 56.000 kg (123.000 lb)
- Động cơ: 4 × BMW 801 G/H, 1.272 kW (1.730 hp)  mỗi chiếc

 Hiệu suất bay 
- Vận tốc cực đại: 560 km/h (350 mph)
- Vận tốc hành trình: 350 km/h (217 mph)
- Tầm bay: 15.000 km (9.500 mi)
- Trần bay: 8.000 m (26.000 ft)
- Vận tốc lên cao: 120 m/phút (390 ft/phút)
- Tải trên cánh: 356 kg/m² (72,9 lb/ft²)
- Công suất/trọng lượng: 0,11 kW/kg (0,07 hp/lb)

Trang bị vũ khí

- Súng: 4 × Súng máy MG 131 13 mm (0.51 in)
- 2 × Pháo MG 151/20 20 mm
- Bom: 3.000 kg (6.614 lb) bom